# Aurlandsvangen
Aurlandsvangen is een plaats in de Noorse gemeente Aurland, provincie Vestland. Aurlandsvangen telt 560 inwoners (2007) en heeft een oppervlakte van 0,63 km².